# Ella Rubin
Ella Rubin (New York, 2001. szeptember 2. –) amerikai színésznő.
Karrierjét gyerekszínészként kezdte a Hogyan írjunk szerelmet (2014) című filmben. A Broadway-n debütált a Roundabout Theatre Company Tennessee Williams The Rose Tattoo című darabjának feldolgozásában (2019). A televízióban A tanszékvezető (2021) és a The Girl from Plainville (2022) című sorozatokban játszott szerepeiről ismert.

## Fiatalkora
2001. szeptember 2-én született New Yorkban és a manhattani Upper West Side-on nőtt fel. Édesapja, Ron Rubin egy biztosítótársaság vezérigazgatójaként dolgozott, míg édesanyja tehetségkutató menedzser – nővérével, Jodi Kippermannel dolgozik együtt, aki casting igazgató, valamint a Kipperman & Company nevű tehetségkutató társaság tulajdonosa és elnöke. Színházi és előadóművészeti tanulmányokat folytatott a Professional Children's Schoolban. Ella Zsidó.

## Pályafutása

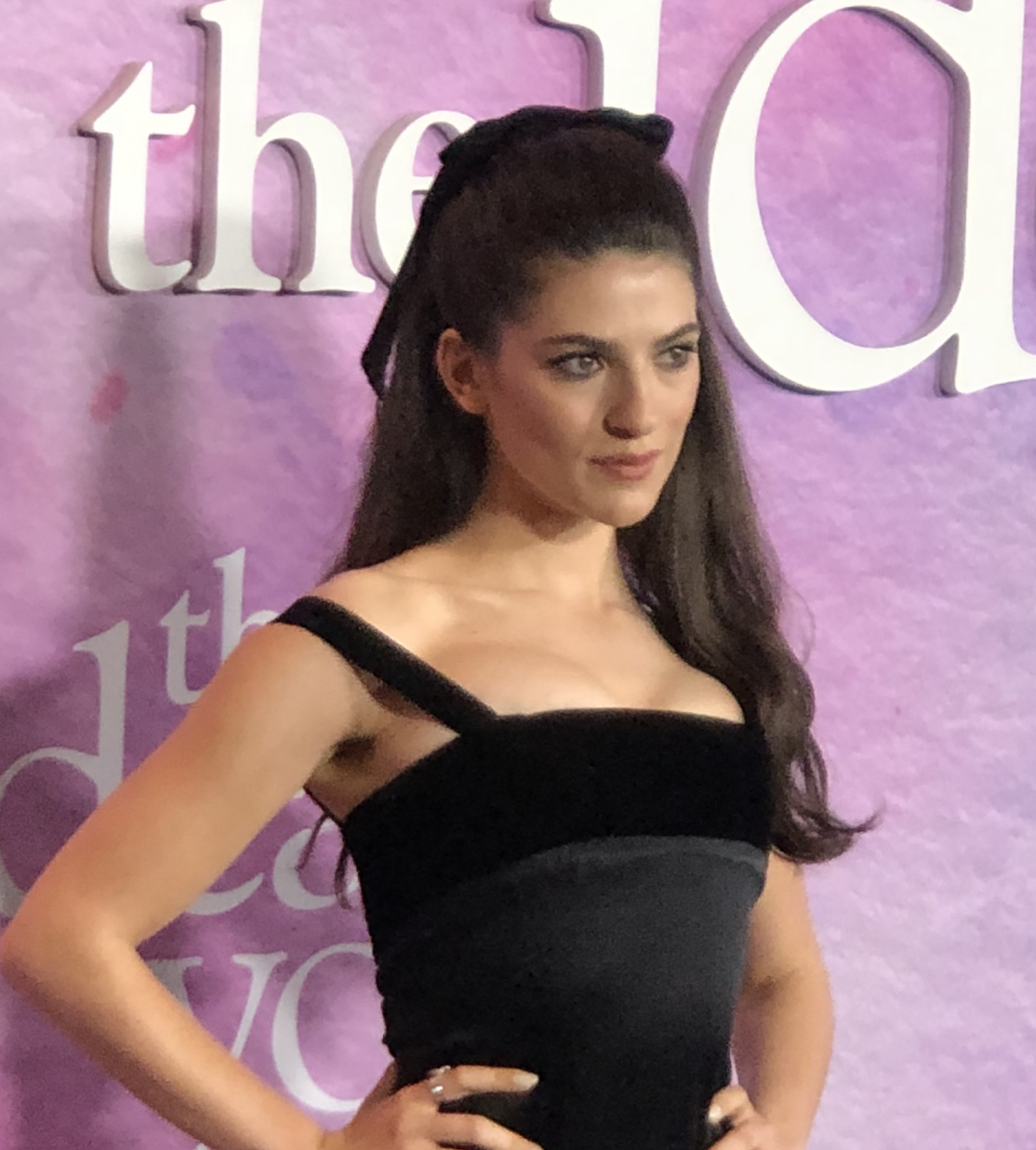
A rólad alkotott kép 2024-es premierén

A Hugh Grant és Marisa Tomei főszereplésével készült Hogyan írjunk szerelmet (2014) című romantikus vígjátékban debütált mellékszereplőként. Azóta olyan sorozatokban játszott kisebb szerepeket, mint a Difficult People (2017), a Milliárdok Nyomában (2018) és A tanszékvezető (2021).
Szerepelt a Broadway-n, a Tomei főszereplésével készült The Rose Tattoo 2019-es feldolgozásában. 2021 és 2023 között visszatérő szerepet játszott Bianca Breerként az HBO Max Gossip Girl – A pletykafészek című sorozatában. Natalie Gibsont alakította a The Girl from Plainville-ben (2022), amelynek főszerepét Elle Fanning játssza.
2023-ban a Sean Price Williams által rendezett Édes kelet című coming-of-age szürreális vígjátékban játszott. 2024-ben mellékszerepet töltött be az Anne Hathaway és Nicholas Galitzine főszereplésével készült A rólad alkotott kép romantikus vígjátékban, és Verát alakította az Anora című filmdrámában.
2025-ben Rubin játszotta a főszereplő Clover Paul szerepét az Until Dawn című horrorfilmben.

## Filmográfia

### Film
| Év   | Magyar cím                      | Eredeti cím             | Szerep             | Magyar hang        |
| ---- | ------------------------------- | ----------------------- | ------------------ | ------------------ |
| 2014 | Hogyan írjunk szerelmet         | The Rewrite             | Etta Carpenter     |                    |
| 2023 | Édes kelet                      | The Sweet East          | Annabel            |                    |
| 2024 | A rólad alkotott kép            | The Idea of You         | Izzy Marchand      | Szabó Zselyke      |
| 2024 | Anora                           | Anora                   | Vera               |                    |
| 2025 | Until Dawn                      | Until Dawn              | Clover Paul        | Kanyó Kata         |
| 2025 | A félelem utcája: A bálkirálynő | Fear Street: Prom Queen | Melissa Mckendrick | Varga Fekete Kinga |
| 2025 |                                 | Adult Children          | Morgan             |                    |

### Televízió
| Év        | Magyar cím                    | Eredeti cím              | Szerep          | Megjegyzés                                           |
| --------- | ----------------------------- | ------------------------ | --------------- | ---------------------------------------------------- |
| 2013      | Felejthetetlen                | Unforgettable            | Lara Sonnenland | 1 epizód                                             |
| 2017      |                               | Difficult People         | Shoshanna       | 1 epizód                                             |
| 2018      | Milliárdok Nyomában           | Billions                 | Gilbert lánya   | 1 epizód                                             |
| 2021      | A tanszékvezető               | The Chair                | Dafna           | - visszatérő szerep - magyar hangja: - Pekár Adrienn |
| 2021–2023 | Gossip Girl – A pletykafészek | Gossip Girl              | Pippa Sykes     | 4 epizód                                             |
| 2022      |                               | The Girl from Plainville | Natalie Gibson  | visszatérő szereő                                    |
| 2024      | A levegő urai                 | Masters of the Air       | Peggy           | 1 epizód                                             |
| TBA       |                               | Sterling Point           | Annie           | főszerep                                             |

### Színház
| Év   | Cím             | Szerep | Helyszín                            |
| ---- | --------------- | ------ | ----------------------------------- |
| 2019 | The Rose Tattoo | Rosa   | American Airlines Theatre, Broadway |